# Science Fiction Adventures
Science Fiction Adventures fue una revista de ciencia ficción estadounidense de tamaño de resumen, publicada entre 1956 y 1958 por Royal Publications de Irwin Stein como complemento de Infinity Science Fiction, que había sido lanzada en 1955. Larry Shaw fue el editor de los 12 números. Science Fiction Adventures se centró en una ficción más larga que la que apareció en Infinity; a menudo se etiquetaban como novelas, aunque rara vez tenían más de 20.000 palabras. Shaw declaró en su primer editorial que quería recuperar una «sensación de asombro», e imprimió historias sencillas de acción y aventuras. Otras dos revistas de la época, Imagination e Imaginative Tales, tenían enfoques editoriales similares, pero el historiador de ciencia ficción Mike Ashley considera que la ficción de Science Fiction Adventures fue la mejor de las tres. Robert Silverberg fue un colaborador prolífico, bajo su propio nombre y bajo el seudónimo de «Calvin M. Knox», y también colaboró con Randall Garrett en dos historias en el primer número, bajo dos seudónimos diferentes. Ocasionalmente aparecieron otros escritores conocidos, incluidos Harlan Ellison, Cyril M. Kornbluth, Algis Budrys y Harry Harrison. Ed Emshwiller contribuyó con la portada de nueve de los doce números, y uno de los otros tres estuvo entre las primeras ventas de John Schoenherr .
La revista fue cancelada debido a ventas decepcionantes; el número final estaba fechado en junio de 1958 e Infinity solo duró unos meses más. Una edición de reimpresión británica comenzó a principios de 1958, editada por John Carnell; después de que el original estadounidense dejó de publicarse, Carnell mantuvo la revista en funcionamiento durante 32 números utilizando reimpresiones de otras fuentes e imprimiendo material original.

## Historial de publicación

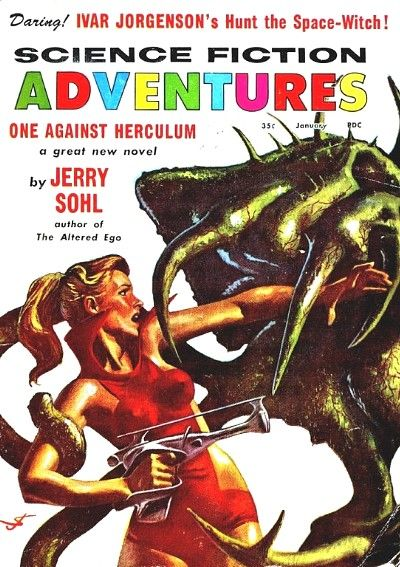
Portada del número de enero de 1958, por John Schoenherr.

En 1955, Irwin Stein, propietario de Royal Publications, lanzó dos revistas: Infinity Science Fiction y Suspect Detective Stories. Ambos fueron editados por Larry Shaw, y el primer número de cada uno estaba fechado en noviembre de 1955. Shaw estaba bien informado sobre ciencia ficción y puso más de su esfuerzo en Infinity, que se estableció lo suficiente como para que Stein continuara publicando durante varios años. Suspect, que publicó ficción criminal de acción y aventuras, tuvo menos éxito. El historiador de ciencia ficción Mike Ashley lo describe como «sin personalidad ni individualidad», y el historiador de ficción sobre crímenes Michael Cook lo encuentra «adecuado pero no sobresaliente ... estas no eran malas historias. Solo eran más de lo mismo». El programa de Suspect estaba destinado a ser bimensual, pero esto comenzó a fallar con el tercer número y, después de cinco números, Stein decidió desechar Suspect y comenzar otro título de ciencia ficción. Para evitar solicitar otro permiso de correo de segunda clase, que retrasaría el lanzamiento de la nueva revista, simplemente cambió el título de Suspect a Science Fiction Adventures y continuó con el esquema de numeración de volúmenes, de modo que el primer número fue el volumen 1, número 6. Esto llevó a algunos lectores a creer que la revista era una nueva versión de Science Fiction Adventures editada por Lester del Rey y Harry Harrison en nueve números entre 1952 y 1954, pero no había conexión. La oficina de correos de los Estados Unidos decidió que se trataba de una nueva revista, y no solo un cambio de título, y obligó a Stein a obtener un nuevo permiso de envío por correo para Science Fiction Adventures, por lo que Stein abandonó la pretensión de que era la misma revista que Suspect Detective Stories, y el segundo número se convirtió en el volumen 1, número 2.
En la Convención Mundial de Ciencia Ficción de 1956, cuando Stein anunció el lanzamiento de SF Adventures, John Carnell, el editor británico de New Worlds, se acercó a Stein para preguntarle si podía organizar una reimpresión británica de la revista de Stein. Stein estuvo de acuerdo, pero tomó un año hacer los arreglos, por lo que el primer número de la Science Fiction Adventures británica apareció a principios de 1958. Hacia el final del período de publicación de la Science Fiction Adventures estadounidense, Stein tomó dos de las historias largas que se habían comprado para SF Adventures y las publicó en Infinity, con la esperanza de aumentar sus ventas, pero Stein renunció a ambas revistas al final de 1958. En cambio, había decidido lanzar dos revistas, Monster Parade y Monsters and Things, para aprovechar el nuevo interés por las películas de terror y ciencia ficción. Carnell continuó con la publicación de la versión británica, utilizando reimpresiones de otros títulos, así como nuevas historias, y finalmente produjo 32 números.

## Contenido
En el editorial de Shaw en el primer número, lamentó que la ciencia ficción estaba perdiendo el sentido de maravilla y «[no] era tan divertido de leer como solía ser». Afirmó que al centrarse en la ficción de aventuras «llevada por una buena historia», Science Fiction Adventures sería «un antídoto para esa situación». Ashley considera que Shaw pretendía atraer a lectores más jóvenes de lo que pretendía Infinity. La política de Shaw de imprimir historias más largas se destacó en la portada del primer número con una pancarta que proclamaba «3 novelas de acción nuevas completas», aunque esto era engañoso ya que las historias rara vez superaban las 20.000 palabras. La historia principal del primer número, «Starcombers», de Edmond Hamilton, tenía solo 15.000 palabras, y las otras dos historias, ambas colaboraciones seudónimas de Robert Silverberg y Randall Garrett, eran aún más cortas. Ashley describe la política editorial de Shaw como «no diferente a la de Imagination o Imaginative Tales», dos revistas de ciencia ficción de la época que se enfocaban en historias de acción, pero agrega que «SF Adventures contenía material más fuerte». Ashley considera que las contribuciones de Silverberg se encuentran entre los mejores trabajos de su carrera inicial; incluía la serie «Chalice of Death», tres historias escritas por Calvin M. Knox que aparecieron en forma de libro como Lest We Forget Thee, Earth en 1958. Silverberg fue, con mucho, el colaborador más prolífico, proporcionando más de una cuarta parte del contenido de la revista, a menudo en colaboración con Garrett. Seis de las primeras novelas de Silverberg se vieron impresas por primera vez en SF Adventures. Harlan Ellison apareció regularmente, y Shaw también obtuvo historias de Algis Budrys, Cyril Kornbluth, Harry Harrison y John Brunner. La mayor parte de la portada fue proporcionada por Ed Emshwiller; de las tres portadas que no pintó, una fue un esfuerzo temprano de John Schoenherr.

## Detalles bibliográficos
El editor de los doce números fue Larry Shaw, y el editor fue Royal Publications of New York. Había dos volúmenes, cada uno de seis números; el primer número, con fecha de diciembre de 1956, fue numerado el volumen 1 número 6 debido al intento de Stein de hacer de la revista una continuación de Suspect Detective Stories, pero a partir de entonces la numeración fue completamente regular. El último número estaba fechado en junio de 1958. Cada número tenía 128 páginas y tenía un precio de 35 centavos.